# معبد سیشو

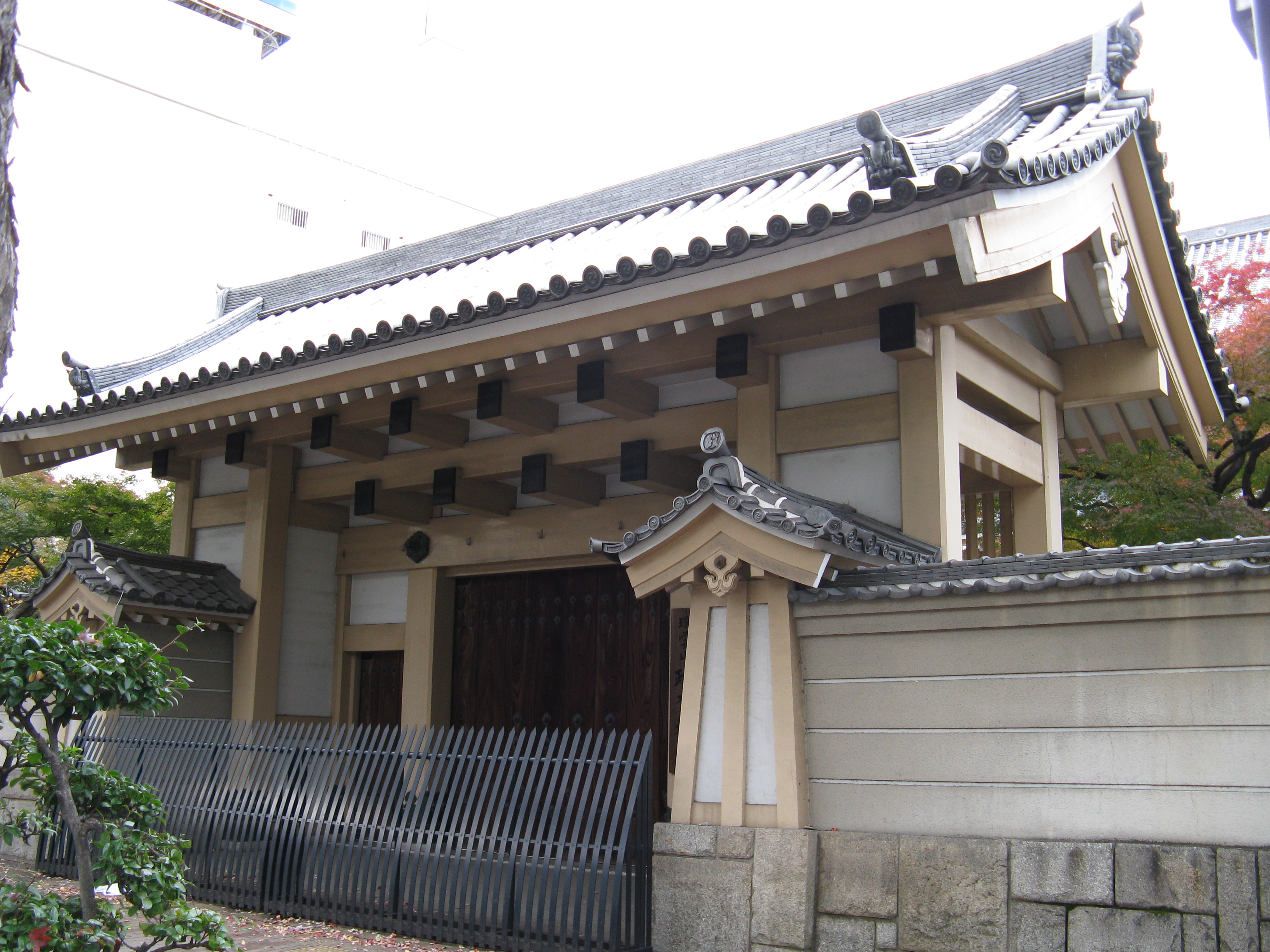
معبد سیشو

معبد سیشو (به ژاپنی: 政秀寺) یک معبد بودایی متعلق به فرقه رینزای وابسته به معبد میوشین است که در شهر ناگویا در استان آیچی، ژاپن واقع شده‌است. این معبد در سال ۱۵۵۳ به دستور اودا نوبوناگا برای بزرگداشت استادش هیراته ماساهیده در جنوب کوه کوماکی ساخته شد و در سال ۱۵۸۴ و در جریان نبرد کوماکی و ناگاکوته سوخت.